# Jan Rubeš (producent)
Jan Rubeš (* 8. května 1955 Plzeň) je český televizní producent a manažer.

## Životopis
Absolvoval gymnázium u Libeňského zámku, obor produkce na Filmové a televizní fakultě AMU v Praze v letech 1977 až 1982, postgraduální studia v letech 1988 až 1990 na Oddělení dokumentárního filmu FAMU i masérský kurs. Má dceru fotografku Bet Orten a jeho synem je Janek Rubeš (* 1987), youtuber, reportér, dokumentarista, režisér a moderátor. Je synovcem česko-kanadského operního zpěváka Jana Ladislava Rubeše (1920–2009) a manželkou je Alena Johnová Ortenová (rozená Karešová), dcera Miroslava Kareše (rozeného Ohrensteina, 13. února 1921 Praha – 1972), bratrance Jiřího Ortena (1919–1941), a Zdenky Karešové (* 18. prosince 1928, Jičín, okres Hradec Králové).
V roce 1974 Jan Rubeš nastoupil jako asistent produkce v Československé televizi. Později byl vedoucím výrobního štábu v Hlavní redakci hudebních pořadů ČST, režisérem a scenáristou dokumentárních pořadů, producentem v Producentském centru uměleckých pořadů ČST a šéfproducentem převzatých pořadů ČT. V letech 1992 až 2007 byl šéfem nákupu zahraničních pořadů (akvizic) České televize. V 80. letech vedl v Československé televizi saunu spolu s Jiřím Balvínem (později generální ředitel České televize, TV Óčko a od července 2013 do ledna 2014 ministr kultury ve vládě Jiřího Rusnoka). Od 2. dubna 2007 až do roku 2008 byl novým programovým ředitelem TV Prima po Miloši Zahradníkovi, který se stal novým ředitelem programové strategie Primy. Do TV Prima jej přivedl nový výkonný ředitel Petr Chajda, bývalý manažer finanční skupiny PPF a ředitel TV Barrandov. V roce 2008 Jan Rubeš nastoupil do čela divize domácí zábavy Magic Box nakladatelství AQS.

## Dílo
Producent
- 1992 Don Gio (hudební, podobenství)[1]

Režisér
- 1990 Frank Zappa v Praze (dokumentární, krátkometrážní)
- 1991 Besídka divadla sklep[14]

Herec
- 1990 F - E - D - A (drama, životopisný, historický)
- 1991 Causa Wardových (drama, thriller)
- 1995 Tajná služba (drama)
- 1995 Nikdo není sám
- 1999 Sníh padá na cedry (drama, mysteriózní, romantický)